# Buchrainweiher
Der Buchrainweiher ist ein Stillgewässer in Offenbach am Main in Hessen.

## Geographie
Der Buchrainweiher befindet sich am Südwestrand von Offenbach.
Der Weiher besitzt eine Wasserfläche von circa 1,38 ha.